# 卡什高地
卡什高地（英語：Cache Heights），是南極洲的高地，位於埃爾斯沃思地，處於邦納博穹丘東北面，屬於瓊斯山的一部分，長6公里、寬4公里，現時由南極條約體系管理。